# Jacquet de Berchem
Jacquet de Berchem, także Jachet de Berchem (ur. ok. 1505 w Berchem-lez-Anvers koło Antwerpii, zm. ok. 1565 lub 1580 w Ferrarze) – flamandzki kompozytor.

## Życiorys
Już przez swoich współczesnych był mylony z innymi kompozytorami o tym samym imieniu: Jacquetem de Mantua, Jacques’em Buusem i Jacquetem Brumelem. Rozróżnienie ich twórczości jest trudne i nastręcza problemów badaczom muzyki renesansu. W latach 30. XVI wieku przebywał w Wenecji, tam też zaczął publikować swoje pierwsze utwory. Od 1546 do około 1550 roku pełnił funkcję maestro di cappella katedry w Weronie. Od około 1555 roku był organistą na dworze księcia Ferrary Alfonsa II d’Este.

## Twórczość
Skomponował 2 msze, 9 motetów oraz około 200 utworów o charakterze świeckim, wśród których oprócz chansons znajdują się madrygały, opublikowane w trzech zbiorach oraz kilku antologiach. Szczególne miejsce zajmuje wydany w 1561 roku ostatni z trzech zbiorów, zawierający 93 madrygały oparte na poemacie Ludovica Ariosto Orland szalony. Utwory sakralne Berchema oparte są na cantus firmus w jednakowych, długich wartościach rytmicznych.